# Henry Percy, III conte di Northumberland

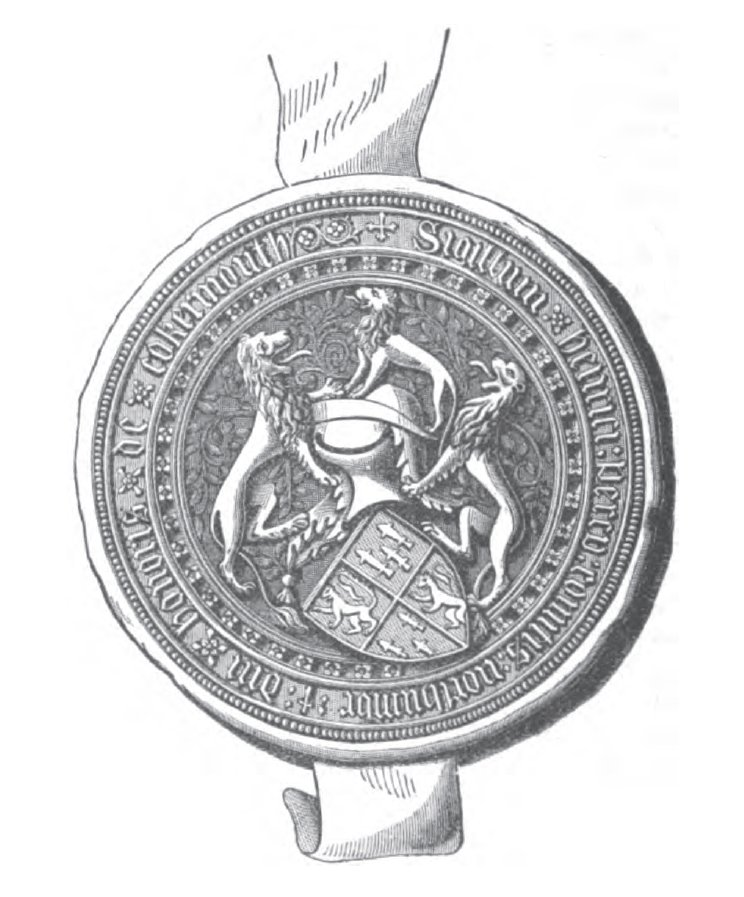
Sigillo del terzo conte di Northumberland

Henry Percy (Leconfield, 25 luglio 1421 – Towton, 29 marzo 1461) fu il terzo conte di Northumberland.

## Biografia
Era figlio di Henry Percy, II conte di Northumberland e di Eleonor Neville.
Sposò prima del 25 giugno 1435 Eleanor Poynings o Ponynges (1422–1480), figlia ed erede di Richard Poynings ed Eleanor Berkeley. Grazie al matrimonio divenne membro del parlamento dal 14 dicembre 1446 al 26 maggio 1455.
La coppia ebbe otto figli:
- Ralph (1440-?), morto giovane;
- Anne (1444–1522), che sposò prima Sir Thomas Hungerford, poi Sir Laurence Rainsford ed infine Sir Thomas Vaughn;
- Margaret (1447-?), sposò Sir William Gascoigne "il giovane", figlio di William Gascoigne;
- Henry (1449–1489), che sposò Lady Maud Herbert;
- Eleanor (1455-?), che sposò Thomas West, VIII barone De La Warr;
- Elizabeth (1460–1512), che sposò Henry Scrope, VI barone Scrope di Bolton;
- Mary, morta giovane.

Nel 1448 Percy, al seguito del padre, venne catturato nella battaglia di Sark. Durante la guerra delle due rose seguì la scelta della famiglia di combattere per i Lancaster contro gli York. Il 30 dicembre 1460 partecipò anche alla battaglia di Wakefield. Nella battaglia di Towton, combattuta il 29 marzo 1461, comandò la fazione Lancaster ma durante i combattimenti venne ucciso. Fu sepolto a St. Dionis, nello Yorkshire.